# Episodi di Peacemaker (prima stagione)
La prima stagione della serie televisiva statunitense di supereroi Peacemaker è basata sull'omonimo personaggio di DC Comics. È l'unica serie televisiva del DC Extended Universe (DCEU) nonché spin-off del film The Suicide Squad - Missione suicida (2021). Ambientata dopo gli eventi del film, la stagione esplora ulteriormente il mercenario gingoista Christopher Smith / Peacemaker. È stata prodotta da The Safran Company e Troll Court Entertainment in associazione con Warner Bros. Television e con James Gunn come showrunner.
È stata distribuita in esclusiva, negli Stati Uniti, sulla piattaforma streaming HBO Max dal 13 gennaio 2022, con la pubblicazione dei primi tre episodi della serie. I restanti cinque sono stati distribuiti settimanalmente fino al 17 febbraio. In Italia è stata pubblicata interamente il 21 dicembre 2022 su TIMvision.

## Episodi
| n° | Titolo originale            | Titolo italiano         | Pubblicazione USA | Pubblicazione Italia |
| -- | --------------------------- | ----------------------- | ----------------- | -------------------- |
| 1  | A Whole New Whirled         | Altro giro, altra corsa | 13 gennaio 2022   | 21 dicembre 2022     |
| 2  | Best Friends, For Never     | Migliori amici per mai  | 13 gennaio 2022   | 21 dicembre 2022     |
| 3  | Better Goff Dead            | Goff deve morire        | 13 gennaio 2022   | 21 dicembre 2022     |
| 4  | The Choad Less Traveled     | La strada meno battuta  | 20 gennaio 2022   | 21 dicembre 2022     |
| 5  | Monkey Dory                 | Super gorilla           | 27 gennaio 2022   | 21 dicembre 2022     |
| 6  | Murn After Reading          | La confessione          | 3 febbraio 2022   | 21 dicembre 2022     |
| 7  | Stop Dragon My Heart Around | La lotta continua       | 10 febbraio 2022  | 21 dicembre 2022     |
| 8  | It's Cow or Never           | O mucca o morte!        | 17 febbraio 2022  | 21 dicembre 2022     |

### Altro giro, altra corsa
- Titolo originale: A Whole New Whirled
- Diretto da: James Gunn
- Scritto da: James Gunn

Cinque mesi dopo la sua missione con la Suicide Squad a Corto Maltese, Christopher Smith / Peacemaker si è ripreso dalle ferite subite lì ed è stato dimesso dall'ospedale. Al ritorno nella sua roulotte, Smith si confronta con una squadra: il leader Clemson Murn, la nuova arrivata Leota Adebayo, oltre agli agenti dell'A.R.G.U.S. Emilia Harcourt e John Economos. Murn dà a Smith la possibilità di tornare alla prigione di Belle Reve o di unirsi a una nuova missione, "Progetto Butterfly", organizzata dal leader dell'A.R.G.U.S. Amanda Waller. Smith accetta con riluttanza quest'ultima opzione. Murn avverte Smith che la bomba nella sua testa si sarebbe attivata se Smith avesse abbandonato la missione. Smith fa visita a suo padre, Auggie, per recuperare la sua aquila di mare testabianca, Eagly, e acquistare un nuovo costume e un nuovo elmetto. Durante la cena con la squadra, Murn consegna a Smith un dossier su un bersaglio di assassinio. Più tardi in un bar, Harcourt rifiuta con rabbia la proposta di sesso di Smith, così Smith accompagna un'altra donna, Annie Sturphausen, al suo appartamento. Dopo il sesso, Sturphausen attacca Smith, mostrando la sua forza sovrumana. La lotta finisce quando Smith attiva un'arma che emette un boom sonico nel suo elmetto che distrugge Sturphausen. Nel frattempo, Waller, che è la madre di Abedayo, discute privatamente con quest'ultima di un ordine segreto per piazzare un diario falso nella casa di Smith.

### Migliori amici per mai
- Titolo originale: Best Friends, For Never
- Diretto da: James Gunn
- Scritto da: James Gunn

Smith contatta Harcourt e spiega la sua situazione mentre le forze di polizia di Evergreen, tra cui i detective Sophie Song e Larry Fitzgibbon, arrivano per indagare sul boom sonico. Mentre raccoglie i suoi averi nell'appartamento di Sturphausen, Smith trova un dispositivo alieno e lo conserva. La polizia insegue Smith, ma non riesce a identificarlo; prende brevemente in ostaggio la coppia Evan e Amber Calcaterra. Harcourt tranquillizza cinque ufficiali. Adebayo porta in salvo Smith, Harcourt ed Eagly, mentre l'auto distrutta di Smith viene abbandonata. Di fretta, Economos scambia la targa e le impronte digitali dell'auto di Smith con quelle di Auggie. Murn fa corrompere da Adebayo Evan e Amber per far identificare loro Auggie come il sequestratore. Song e Fitzgibbon arrestano Auggie e lo mettono in prigione, dove diversi detenuti bianchi lo acclamano come il Drago Bianco. Smith dice alla squadra che Sturphausen lo ha attaccato solo dopo aver letto il dossier sul suo bersaglio di assassinio. Tornato alla sua roulotte, Smith si pente della sua natura irritante e dell'omicidio di Rick Flag. Arriva Vigilante in costume e mascherato, desideroso di fare amicizia con Smith, che esprime dubbi sull'uccidere per ottenere la pace. Vigilante rallegra Smith testando con lui armi ed esplosivi e consumando dopo un rapporto a tre con Amber; scoprono poi che il dispositivo alieno si trasforma in una piccola astronave.

### Goff deve morire
- Titolo originale: Better Goff Dead
- Diretto da: James Gunn
- Scritto da: James Gunn

La squadra conduce la sua prima missione: assassinare il senatore degli Stati Uniti Royland Goff, una "Farfalla", e anche sua moglie e i suoi figli qualora dovessero essere delle "Farfalle". Smith esita a uccidere i bambini. La squadra conduce un appostamento fuori dalla casa dei Goff, insieme a Vigilante che li accompagna. La squadra vede la famiglia Goff mostrare un comportamento alieno. Murn ordina a Smith di ucciderli tutti, ma Smith si blocca, incapace di sparare, nonostante abbia il tiro libero. Vigilante lo sostituisce, uccidendo la moglie e i figli di Goff, ma poi interviene la guardia del corpo di Goff, Judomaster, che neutralizza Smith, Vigilante e Harcourt. Judomaster e Goff catturano Smith e Vigilante nel seminterrato della casa. Adebayo salva Harcourt dall'altra guardia del corpo di Goff, che Harcourt giustizia. Goff manda via Judomaster per avvertire "Glan Tai", ma Economos neutralizza Judomaster. Goff smaschera Vigilante, che Smith riconosce come Adrian Chase. Goff tortura Vigilante, ma Smith si rifiuta di divulgare qualsiasi informazione. Murn, Harcourt e Adebayo usano un esplosivo per accedere al seminterrato. L'esplosione respinge Murn, sebbene resti in gran parte illeso, e spinge Smith in avanti; Smith si libera dalle costrizioni, combatte Goff e gli spara in faccia, uccidendolo. Smith e Vigilante vedono un alieno simile a una farfalla emergere dalla testa di Goff. Il computer della squadra mostra migliaia di presunte Farfalle in tutto il mondo.

### La strada meno battuta
- Titolo originale: The Choad Less Traveled
- Diretto da: Jody Hill
- Scritto da: James Gunn
- Smith dice alla squadra di aver ucciso la Farfalla di Goff. Judomaster è trattenuto nel quartier generale della squadra. Chase accompagna Smith a casa di Auggie per recuperare nuovi caschi, dove un vicino rivela a Smith che Auggie è stato imprigionato. Nonostante gli sforzi di Murn e Abedayo per dissuaderlo, Smith fa visita ad Auggie e gli rivela che la squadra lo ha incastrato, oltre all'obiettivo della stessa di eliminare gli alieni. Auggie giura di dirlo alla polizia per scagionarsi e impedire a Smith di lavorare con il "deep state". Adebayo manipola Chase inducendolo a voler uccidere Auggie per il bene di Smith; Chase si fa arrestare, ma in prigione, Chase non riesce a provocare Auggie per combattere contro di lui. Smith e Adebayo tornano al loro quartier generale dove un Judomaster fuggito combatte Smith. Adebayo spara a Judomaster mentre quest'ultimo inizia a discutere delle Farfalle; è di nuovo trattenuto, privo di sensi. Murn fa in modo che Economos organizzi il rilascio di Chase dalla prigione; la squadra scopre l'identità di Chase. Tornato alla sua roulotte, Smith tira fuori la Farfalla di Goff, viva in un barattolo. Smith riflette sull'uccisione di Rick Flag,[N 1] sull'essere stato addestrato da Auggie a uccidere fin da piccolo e sulla morte di suo fratello. Adebayo identifica la Glan Tai Bottling Company come correlata alle Farfalle e informa Murn, che è segretamente lui stesso una farfalla.

### Super gorilla
- Titolo originale: Monkey Dory
- Diretto da: Rosemary Rodriguez
- Scritto da: James Gunn

Murn informa la squadra sulle Farfalle, che hanno preso il controllo di celebrità, leader del settore e politici, terminando le operazioni ufficiali contro le Farfalle, rendendo quindi necessaria la natura segreta della squadra. Le Farfalle entrano negli umani, prendono il controllo dei loro cervelli aumentando la forza del corpo, ma si nutrono solo di un particolare liquido ambrato. Murn fa fare irruzione al resto della squadra nella fabbrica di Glan Tai, dove scoprono che il cibo delle Farfalle viene elaborato in serie. Il casco con visione a raggi X di Smith rivela che i dipendenti della fabbrica sono Farfalle, che la squadra uccide. Vengono attaccati da Charlie, un gorilla controllato da una Farfalla, che Economos uccide con una motosega, guadagnandosi il rispetto di Smith. La squadra si lega a causa del loro successo. Auggie fa ricontrollare le sue impronte digitali a Song e Fitzgibbon, finendo scagionato. Evan Calcaterra dice a Song e Fitzgibbon che Smith è il vero colpevole. Murn fa in modo che il suo socio, Caspar Locke, diventi il nuovo capitano della polizia di Evergreen; Locke scavalca Song, dichiarando Auggie colpevole e tenendolo in prigione. Song chiede a suo zio, il giudice William Judy, di aiutarla a emettere un mandato di perquisizione per Smith. Smith invita Adebayo a bere a casa sua; lei vi piazza un diario falso per incastrarlo, secondo gli ordini di Waller. Adebayo scopre con il casco a raggi X di Smith che Murn è una Farfalla, ma lui se ne rende conto e la insegue.

### La confessione
- Titolo originale: Murn After Reading
- Diretto da: James Gunn
- Scritto da: James Gunn

Harcourt dice ad Adebayo che lei ed Economos conoscono l'identità della Butterfly di Murn, ma si rifiutano di dirlo a Waller, diffidando di lei. Murn dice ad Adebayo che le Farfalle provengono da un pianeta morente e stanno cercando di conquistare la Terra, guidate dalla Farfalla di Goff, con Murn come unico dissidente. Song ottiene un mandato di arresto per Smith e libera Auggie dalla prigione. Murn inoltra l'avvertimento di Locke a Smith e Chase: la polizia di Evergreen farà immediatamente irruzione nella casa di Smith. Smith e Chase scappano di nascosto, ma Song li segue. Chase rompe accidentalmente il barattolo contenente la Farfalla di Goff, che entra in Song prendendo il controllo del suo cervello. Locke si impossessa del falso diario piantato e uccide tre ufficiali, aiutando Smith, Chase ed Eagly a fuggire. Smith dice alla squadra che la Farfalla di Goff è viva e controlla Song. Economos rintraccia le attività delle Farfalle al Coverdale Ranch, sospettando che una "Mucca" aliena stia lì producendo in serie il cibo delle Farfalle. La Farfalla nel corpo di Song guida delle Farfalle facendo in modo che prendano il controllo di tutti i prigionieri e gli ufficiali di polizia di Evergreen, inclusi Fitzgibbon e Locke. Utilizzando il falso diario, la Farfalla di Locke incrimina pubblicamente Smith come l'assassino di Sturphausen, dei dipendenti di Glan Tai, del senatore Goff e della sua famiglia. Auggie si riunisce ai suoi seguaci dell'Impero Ariano, indossa il suo costume da Drago Bianco e giura di uccidere Smith.

### La lotta continua
- Titolo originale: Stop Dragon My Heart Around
- Diretto da: Brad Anderson
- Scritto da: James Gunn

Smith ricorda di aver ucciso accidentalmente suo fratello quando Auggie li fece combattere di fronte ad altri mentre raccoglievano scommesse. Da ricercato, Smith parte frettolosamente con Eagly, Chase ed Economos per uccidere la Mucca, ma viene rintracciato e attaccato da Auggie in tuta e dai suoi seguaci. Auggie ferisce Eagly, ma Chase disattiva la tuta di Auggie, salvando Smith, ed Economos uccide i seguaci di Auggie, salvando Chase. Smith incolpa Auggie per la morte di suo fratello; Auggie schernisce Smith, che spara ad Auggie uccidendolo. Harcourt affronta Adebayo sul suo tradimento nei confronti di Smith. Adebayo lo ammette e menziona di essere la figlia di Waller e di voler lasciare la squadra. La Farfalla di Locke guida gli ufficiali Farfalle nell'invasione dell'appartamento di Murn, dove la Farfalla di Song spara al corpo di Murn uccidendone la Farfalla. Judomaster fugge e attacca Harcourt e Adebayo, che lo mettono fuori gioco. La squadra si riunisce in una clinica veterinaria dove Eagly si riprende. Vedendo Smith pregare per Eagly, Adebayo decide di restare con la squadra. Senza Murn, la squadra nomina Harcourt come nuovo leader. Per sconfiggere le Farfalle, la squadra intende farle morire di fame uccidendo la loro Mucca prima che le Farfalle possano teletrasportarla in un'altra posizione. Durante il viaggio verso Coverdale Ranch, Adebayo si scusa con Smith, ma questi gli fa capire che la loro amicizia è finita.

### O mucca o morte!
- Titolo originale: It's Cow or Never
- Diretto da: James Gunn
- Scritto da: James Gunn

Nonostante Adebayo provi a chiedergli scusa, Peacemaker si rifiuta di perdonarla e torna a ribadire il proprio credo, ovvero la difesa della pace a qualsiasi prezzo.
Dopo aver chiesto a Waller di chiedere aiuto alla Justice League la squadra escogita un piano affidando ad Eagly un elmetto in grado di provocare forti onde soniche, in grado di apportare grandi danni al ranch prima del loro attacco. L'aquila tuttavia non comprende l'ordine e scarica l'elmetto in un bosco vicino, costringendo il gruppo a cercarlo dividendosi in piccoli gruppi. In quest'occasione Chris ha un'allucinazione di suo padre con cui finisce per litigare, preoccupando Harcourt che però riesce a ritrovare il suo elmetto.
Peacemaker uccide una delle farfalle e dà i suoi vestiti ad Economos, che può così infiltrarsi nel ranch per posizionare l'elmetto. Nonostante venga scoperto dalle farfalle il piano viene portato a termine e Adebayo danneggia il ranch con l'elmetto sonico, creando un diversivo per permettere a Peacemaker, Vigilante e Harcourt di affrontare le farfalle in campo aperto. Nello scontro che segue Peacemaker riesce ad infiltrarsi nel ranch e numerose farfalle, tra cui Fitzgibbon, vengono uccise, ma Vigilante e Harcourt finiscono per essere feriti gravemente: per impedire che Harcourt venga uccisa e infettata da una farfalla Adebayo interviene personalmente e stermina i nemici rimasti grazie all'addestramento impartitogli dalla madre, entrando nel ranch per aiutare Chris.
Quest'ultimo viene attaccato e sconfitto da Eak Stack Ik Ik, che però decide di non ucciderlo e lo porta davanti alla mucca. Insieme alla farfalla che controlla Caspar Locke la regina spiega a Chris che il vero obbiettivo delle farfalle e prendere il controllo delle figure politiche di spicco per impedire agli esseri umani di distruggere il loro pianeta con l'inquinamento, come avevano fatto le farfalle in precedenza con il loro. Ringraziandolo per averla accudita per alcuni giorni, Eak Stack Ik Ik propone a Peacemaker di schierarsi insieme a loro per la difesa della pace, come aveva fatto in passato Judomaster, lasciando al supereroe la scelta di uccidere la mucca o di aiutarli a teletrasportarla in un luogo sicuro. Turbato e pieno di dubbi, Chris ripensa alle sue recenti esperienze e comprende di non poter più accettare di sacrificare la propria moralità e i propri amici per una pace utopica: pertanto spara alle farfalle e aiuta Adebayo ad uccidere la mucca, portando a termine la missione.
Dopo un battibecco con la Justice League, arrivata a scontro finito e senza aver dato alcun contributo, gli 11th Street Kids si recano in ospedale dove Vigilante, Economos e Harcourt ricevono cure mediche e Chris e Adebayo si riconciliano, essendo consapevoli di aver preso una scelta che, seppur sofferta, gli ha permesso di non tradire i loro amici e i loro ideali. Mentre Judomaster piange per la morte delle farfalle al Coverdale Ranch, Adebayo riabilita l'immagine di Peacemaker rivelando al mondo l'esistenza della Task Force X. Con la missione ormai terminata, la squadra viene sciolta e i suoi componenti proseguono nelle loro vite: Adebayo si ricongiunge con la moglie Keya, Harcourt si riprende in ospedale dalle ferite riportate, Economos torna ad essere il direttore di Belle Reve e Vigilante riprende le sue avventure insieme a Peacemaker.
Tornato nella sua roulotte, Chris beve birra in compagnia di Eagly e di Eak Stack Ik Ik, che in assenza di cibo decide di passare i suoi ultimi giorni con i suoi ex avversari. Tuttavia, Chris ha ancora un'allucinazione di Auggie, che probabilmente continuerà a tormentarlo in futuro.

## Personaggi e interpreti

### Principali
- John Cena interpreta Christopher Smith / Peacemaker: Un mercenario gingoista che crede nel raggiungimento della pace ad ogni costo. Lo showrunner James Gunn ha descritto Peacemaker come un «pezzo di merda» e un «supereroe/supercriminale/[il] più grande coglione al mondo».[2][3] Gunn non voleva che la serie eliminasse i difetti peggiori di Peacemaker, ma ha cercato di spiegarne alcuni esplorando il rapporto di Peacemaker con suo padre.[3] Dopo che Peacemaker ha ucciso Rick Flag in The Suicide Squad - Missione suicida (2021), le ultime parole di Flag—«Peacemaker, ridicolo»—hanno un grande impatto su di lui nella serie.[4]
- Danielle Brooks interpreta Leota Adebayo: La figlia della leader dell'A.R.G.U.S. Amanda Waller e membro del Progetto Butterfly[5][6] Gunn l'ha descritta come una co-protagonista con una visione politica diversa da quella di Peacemaker,[7] e ha detto che la loro amicizia è il cuore della serie perché sono gli unici personaggi che si piacciono nonostante le differenze nelle loro personalità e nei loro background.[3] Gunn ha aggiunto che entrambi i personaggi sono definiti dai loro genitori.[8] Adebayo è un personaggio originale creato da Gunn, e il suo nome è preso da sua madre.[9]
- Freddie Stroma interpreta Adrian Chase / Vigilante: Un autoproclamato combattente del crimine che guarda a Peacemaker come un fratello maggiore[10][11] A differenza della sua rappresentazione nei fumetti come un supereroe, il Vigilante di Peacemaker è uno sciocco sociopatico, disposto a uccidere qualsiasi trasgressore della legge indipendentemente dalla gravità del crimine. Gunn riteneva che questo approccio fosse quello che sarebbe stato un vigilante nella vita reale: «un tizio che indossa un costume e va in giro a uccidere le persone che dice stiano facendo qualcosa di sbagliato... è uno sociopatico, ma ha una sorta di aspetto dolce».[11]
- Chukwudi Iwuji interpreta Clemson Murn: Un mercenario e leader del Progetto Butterfly che fa capo direttamente a Waller.[5][12] Si scopre che lui stesso è una Farfalla canaglia chiamata Ik Nobe Lok[13] Iwuji ha spiegato che il mercenario originale era una persona cattiva, simile a Peacemaker all'inizio della serie, ma Ik Nobe Lok che possedeva Murn sta cercando di usare il suo corpo per il bene fermando il resto delle Farfalle.[14] Siccome il personaggio non esiste nei fumetti, l'attore ha sviluppato un retroscena per Murn, mentre il vocal coach Kohli Calhoun ha aiutato a sviluppare la voce del personaggio.[15]

### Guest
- Alison Araya interpreta Amber Calcaterra: una cittadina di Evergreen e moglie di Evan[16]
- Lenny Jacobson interpreta Evan Calcaterra: un cittadino di Evergreen e marito di Amber[16]
- Antonio Cupo interpreta Royland Goff: un senatore degli Stati Uniti e primo ospite del leader di Butterfly[17]
- Mel Tuck interpreta l'anziano vicino di Auggie[18]

## Produzione

### Sviluppo
Mentre completava il lavoro su The Suicide Squad - Missione suicida (2021) nell'agosto 2020, durante un lockdown dovuto al COVID-19, lo sceneggiatore e regista James Gunn ha iniziato a scrivere una serie televisiva spin-off incentrata sulle origini di Peacemaker, un personaggio interpretato nel film da John Cena. Gunn disse di averlo fatto «principalmente per divertimento», e menzionò l'idea al produttore di The Suicide Squad Peter Safran come qualcosa che gli sarebbe piaciuto perseguire. Quando in seguito DC Films chiese a Safran di sviluppare una serie spin-off basata su The Suicide Squad, sapeva che Gunn avrebbe accettato di realizzare una serie su Peacemaker.

## Distribuzione
Peacemaker ha debuttato il 13 gennaio 2022 su HBO Max, con i suoi primi tre episodi. Gli altri cinque sono stati pubblicati settimanalmente fino al 17 febbraio. La serie è stata distribuita nel Regno Unito il 22 marzo, su Sky Max e Now. In Italia la serie è stata distribuita il 21 dicembre 2022 in streaming su TIMvision.

## Riconoscimenti
Agee è stato nominato "Performer of the Week" (lett. "attore della settimana") da TVLine per il finale di stagione, in particolare per il suo monologo emozionante sul perché Economos si tinge la barba. Il sito ha anche notato le performance nell'episodio di Chang, Brooks, Holland e Cena, con quest'ultimo che è stato anche nominato come menzione d'onore per il "Performer of the Week" per l'episodio precedente, in particolare per le scene in cui Peacemaker uccide suo padre e prega per Eagly.
- 2022 – Annie Award[27]
  - Candidatura per Miglior risultato per l'animazione dei personaggi in una produzione live action a Michael Cozens, Mark Smith, Kai-Hua Lan, Selene McLean e Richard John Moore
- 2023 – Critics' Choice Super Awards[28]
  - Candidatura alla Miglior serie, miniserie o film per la TV di supereroi
  - Candidatura al Miglior attore in una serie, miniserie o film per la TV di supereroi per John Cena
  - Candidatura alla Miglior attrice in una serie, miniserie o film per la TV di supereroi per Danielle Brooks
- 2022 – Hollywood Critics Association[29]
  - Candidatura per Miglior attore in una serie in streaming, commedia per John Cena
  - Candidatura per Miglior sceneggiatura in una serie in streaming, commedia per James Gunn (per O mucca o morte!)
- 2022 – MTV Movie & TV Awards[30]
  - Candidatura alla Migliore performance comica a John Cena
  - Candidatura al Miglior momento musicale per Do Ya Wanna Taste It
- 2022 – Primetime Creative Arts Emmy Award[31]
  - Candidatura per Miglior coordinazione stunt per una serie commedia o un programma di varietà a Wayne Dalglish e Gaston Morrison
- 2022 – Saturn Award[32][33]
  - Candidatura alla Miglior serie televisiva d'azione/avventura (streaming)
  - Candidatura alla Miglior attrice non protagonista in una serie in streaming a Danielle Brooks

## Podcast
HBO Max e DC hanno collaborato con la società di produzione Rooster Teeth per produrre un podcast video ufficiale in stile aftershow intitolato Podly. Presentato da Fiona Nova e Ify Nwadiwe di Rooster Teeth, ogni episodio del podcast include un riassunto di uno degli episodi della stagione e interviste con membri del cast e della troupe. Il podcast video era disponibile per lo streaming su HBO Max e YouTube, con una versione solo audio disponibile tramite piattaforme audio.